# Dumnonie

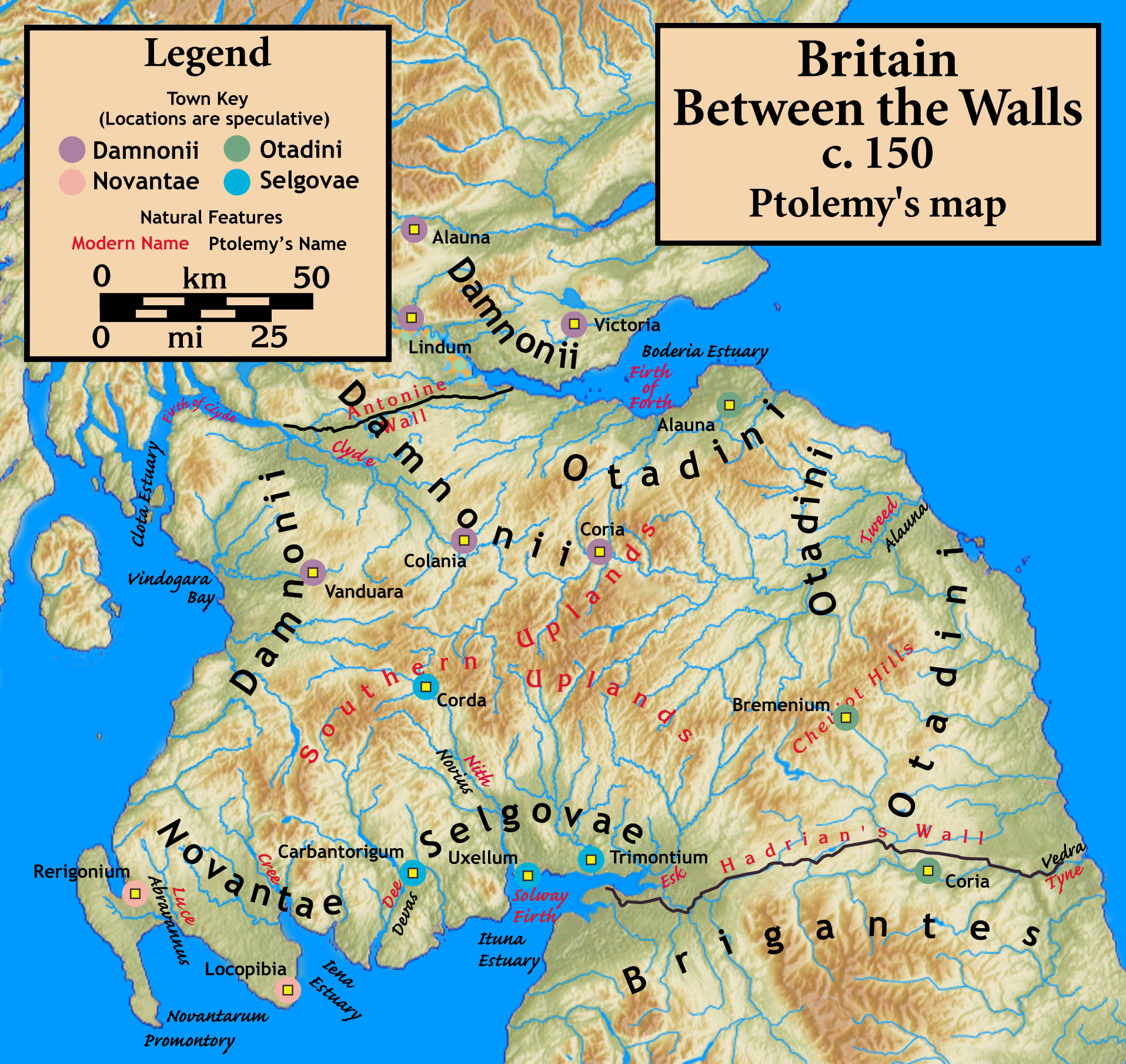
Zasięg zamieszkiwania Dumnonie na mapie autorstwa Ptolemeusza

Dumnonie (także: Damnonii, Damnii) – celtyckie plemię żyjące od końca II wieku n.e. do czasów wczesnego średniowiecza na terenach dawnego królestwa Strathclyde (Brytania), pomiędzy wałem Hadriana a wałem Antonina (obecnie południowa część Szkocji). 

## Dane historyczne

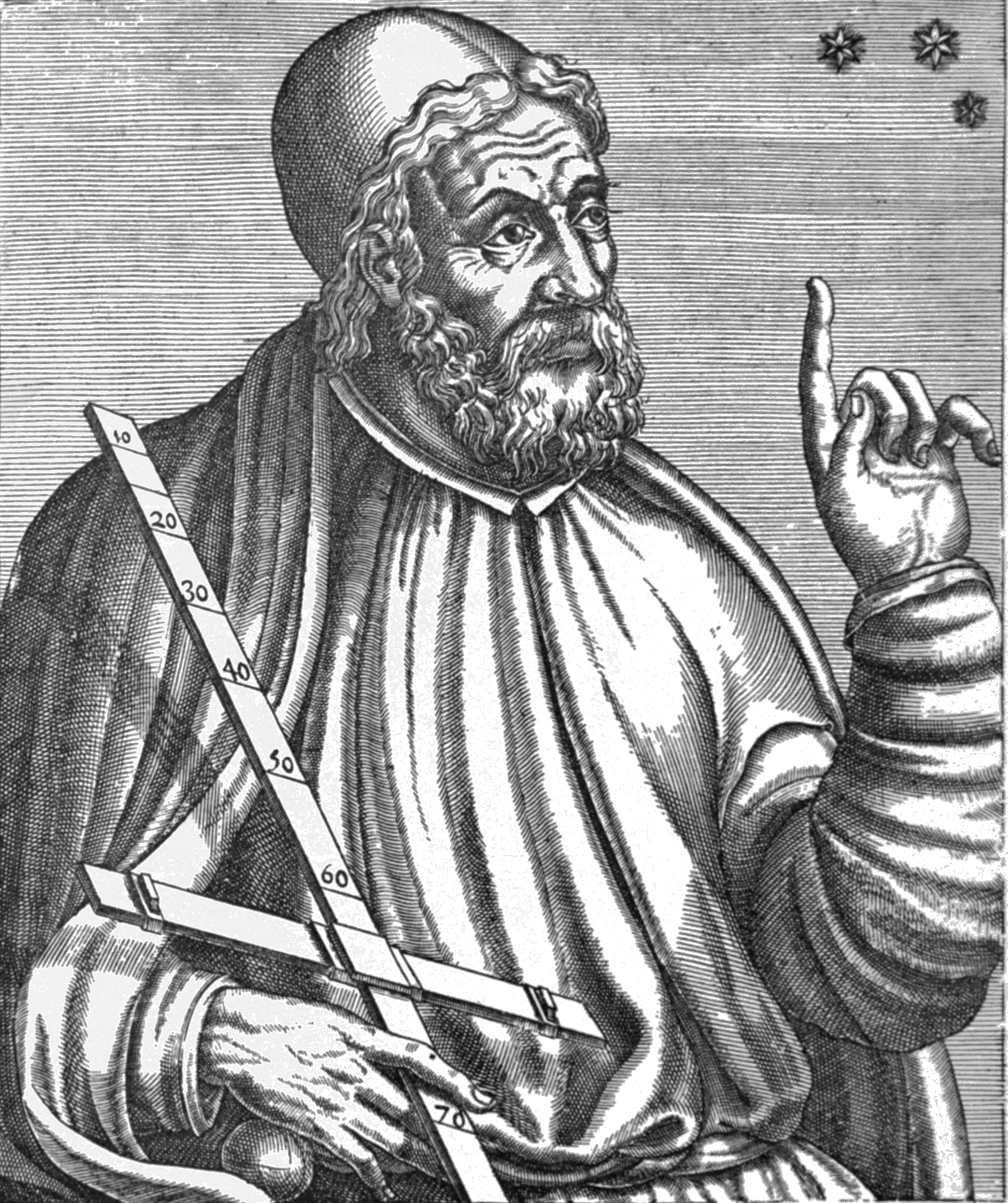
Średniowieczne przedstawienie Klaudiusza Ptolemeusza

Jedyny zapis o plemieniu Dumnonich i miastach, które zamieszkiwali jest wzmianka o nich poczyniona przez starożytnego greckiego geografa Klaudiusza Ptolemeusza (100-168). 
Ptolemeusz pisał, że miasta które zamieszkiwali członkowie plemienia Dumnonie to: Vanduara, Colania, Coria, Alauna, Lindum i Victoria. Jednak nie można w żaden sposób stwierdzić istnienia takich miast w opisywanym przezeń czasie, zatem prawdopodobnie powyższe sformułowanie Ptolemeusza odnosi się do obozów wojskowych, zarówno rodzimych brytyjskich, jak i rzymskich. Kronikarz dołożył wszelkich starań, aby określić położenie miast, ale nie ma wystarczająco dużo informacji pozwalających osiągnąć pewien stopień pewności, a zatem stwierdzić należy, że proponowane przez Klaudiusza Ptolemeusza lokalizacje są niewiele więcej niż hipotetycznie zakładane. 
Do dzisiaj nie udało się wypracować porozumienia w sprawie współczesnego przydzielenia lokalizacji tym miastom. Wprawdzie pracy tej podjęło się kilku naukowców, a ich prace są określanie jako miarodajne w mniejszym lub większym stopniu, a są nimi następujący badacze i historycy: William Baxter (1719, Glossarium Antiquitatum Britannicum), William Camden (1607, Britannia), John Horsley (1732, Britannia Romana), William Forbes Skene (1880, Celtic Scotland, a History of Ancient Alban), George Chalmers (ok. 1820, Caledonia) i William Roy (1793, Military Antiquities of the Romans in Britain). 
Współcześni naukowcy sugerują, że wspomniane przez Ptolemeusza miasto Alauna może odnosić się do miasta Camelon, ponieważ miało się ono znajdować na zachód od Falkirk, albo nieopodal Stirling lub Kier (w odległości około 6,5 km od Stirling). Miasto Colania utożsamiane jest z Lanark lub Carstairs (około 8 km na północny wschód od Lanark), lub z jakąś inną miejscowością położoną po wschodniej stronie Clydesdale. Uważa się, że Coria położone było nieopodal miasta Lynekirk, około 6,5 km na północny zachód od Peebles, lub jakąś inną miejscowością położoną po wschodniej stronie Clydesdale. Miasto Lindum zaś może odnosić się do miasta Kirkintilloch (około 26 km na północny wschód od Glasgow). Victoria miało być zlokalizowane w pobliżu Dalginross (około 8 km na zachód od Crieff), lub Abernethy (około 8 km na południowy wschód od Perth). Vanduara zaś utożsamiana jest z miastami Paisley lub Renfrew (około 10 km na zachód od Glasgow), lub około 32 km na południe od Loudoun Hill. 

## Fikcyjne dowody
De Situ Britanniae to dzieło z 1757 roku opisujące historię północnej Brytanii. Był uważany jako jedyny autorytatywny rejestr historyczny, dopóki nie został zdemaskowany jako fałszerstwo w 1845 roku. Zdarzało się jednak, że dzieło to było cytowane jako wiarygodne źródło historyczne aż do końca XIX wieku. Z dzieła tego korzystali zarówno George Chalmers jak i William Roy, którzy opisywali plemię Dumnonów (wymienianych jako Damnii) wraz z komentarzem wyjaśniającym.